# Rio de Sant'Agostin

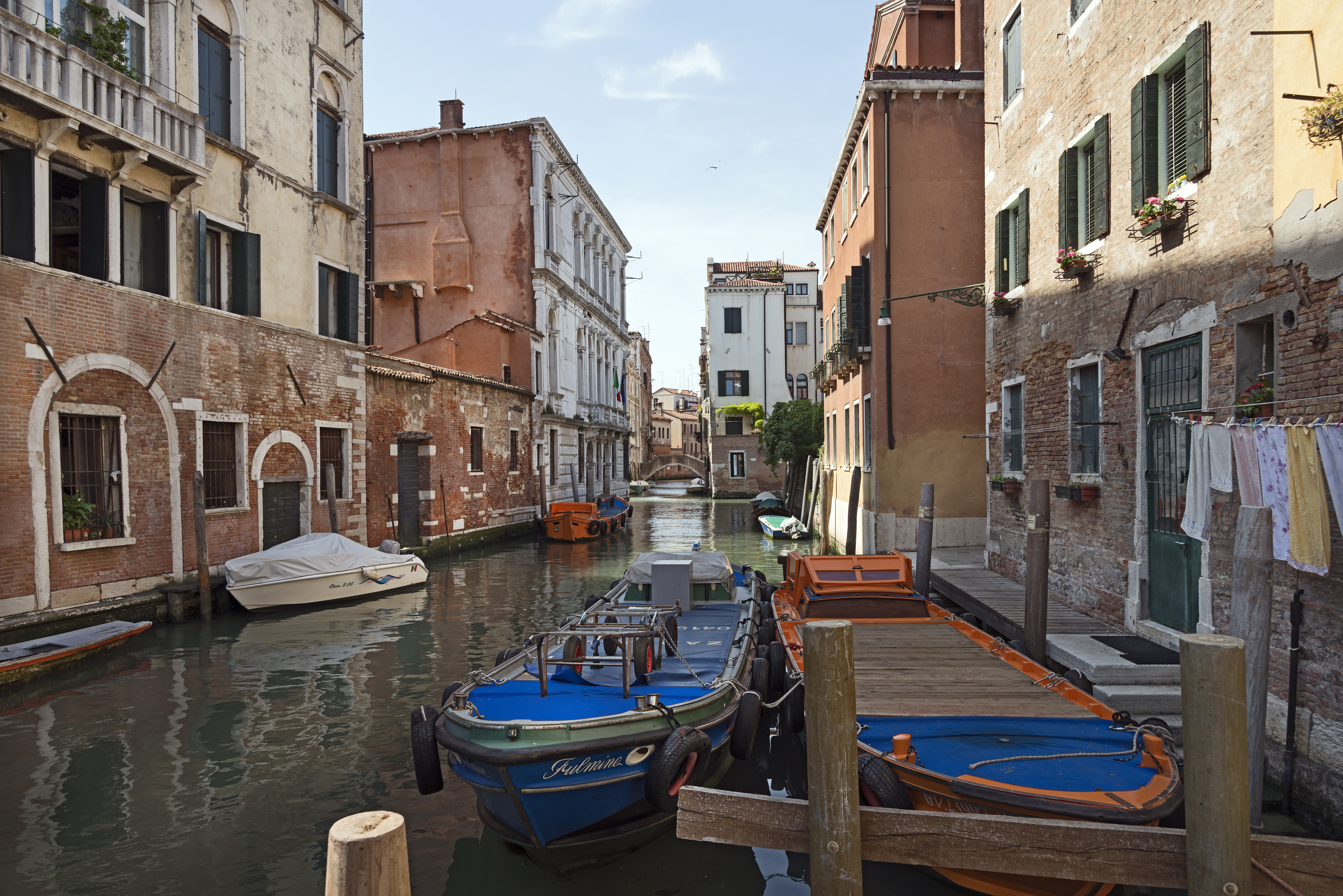
Le rio vers le nord.

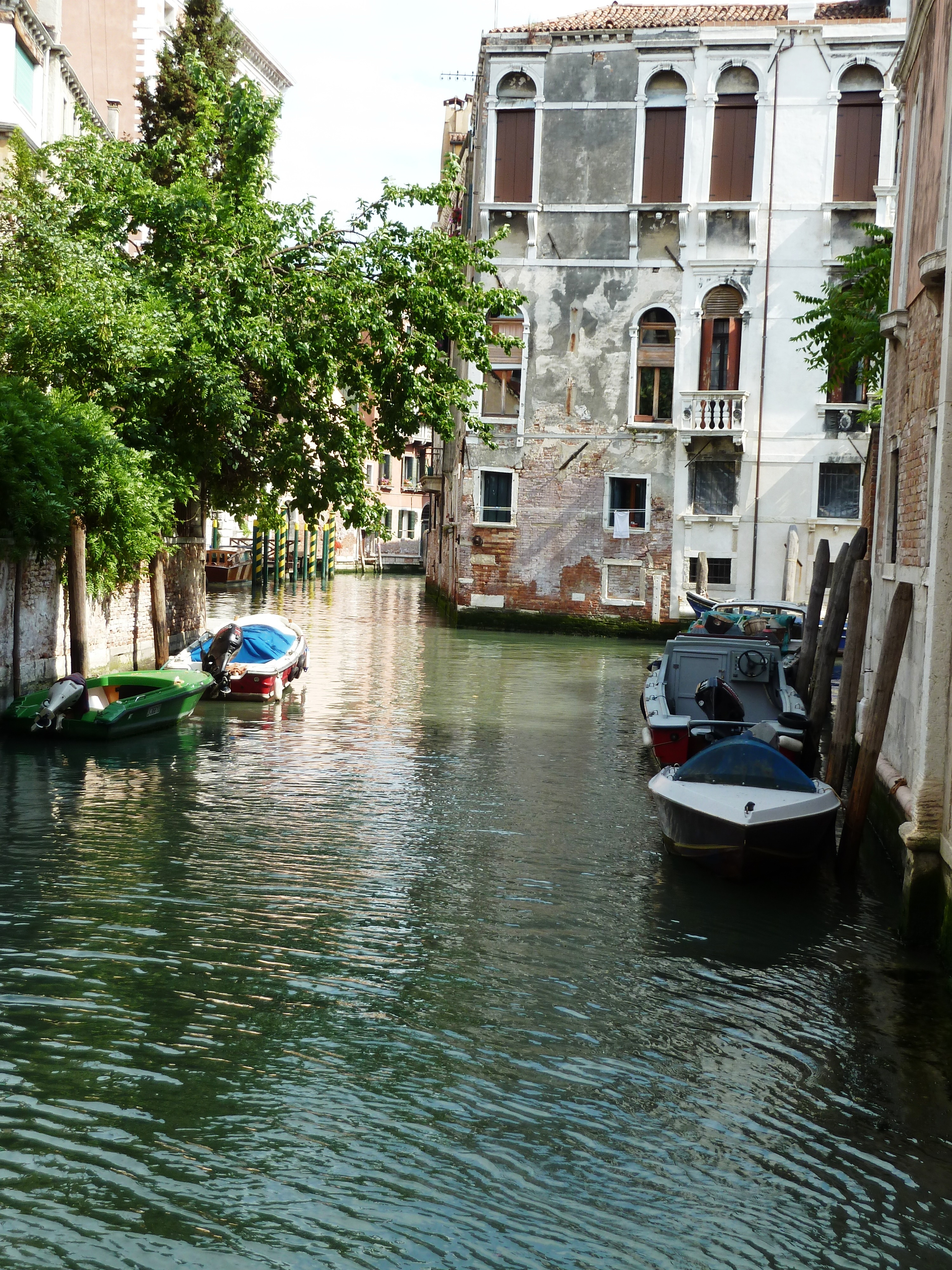
Le rio vers le sud.

Le rio de Sant'Agostin (canal de Saint-Augustin) est un canal de Venise dans le sestiere de San Polo.

## Description
Le rio de Sant'Agostin a une longueur d'environ 100 mètres. Il prolonge le rio de San Zan Degolà en sens sud vers son prolongement dans le rio de San Polo.

## Toponymie
Le nom provient de l'église Sant'Agostin, détruite, et son campo.
L'église de Sant'Agostin fut édifiée en 959 par Pietro Marturio, évêque d'Olivolo. Elle brûla à trois reprises : en 1105, 1149 et 1634, mais fut toujours reconstruite. La dernière consécration date de 1691. L'église fut fermé en 1810. Elle devint entrepôt et dut être démolie en 1873.

## Situation et monument remarquables
Le rio longe:
- le palais Zane Collalto ;
- le palais Giustinian Loredan ;
- le palais Molin ;
- le palais Donà ;
- le campo San Agostin.

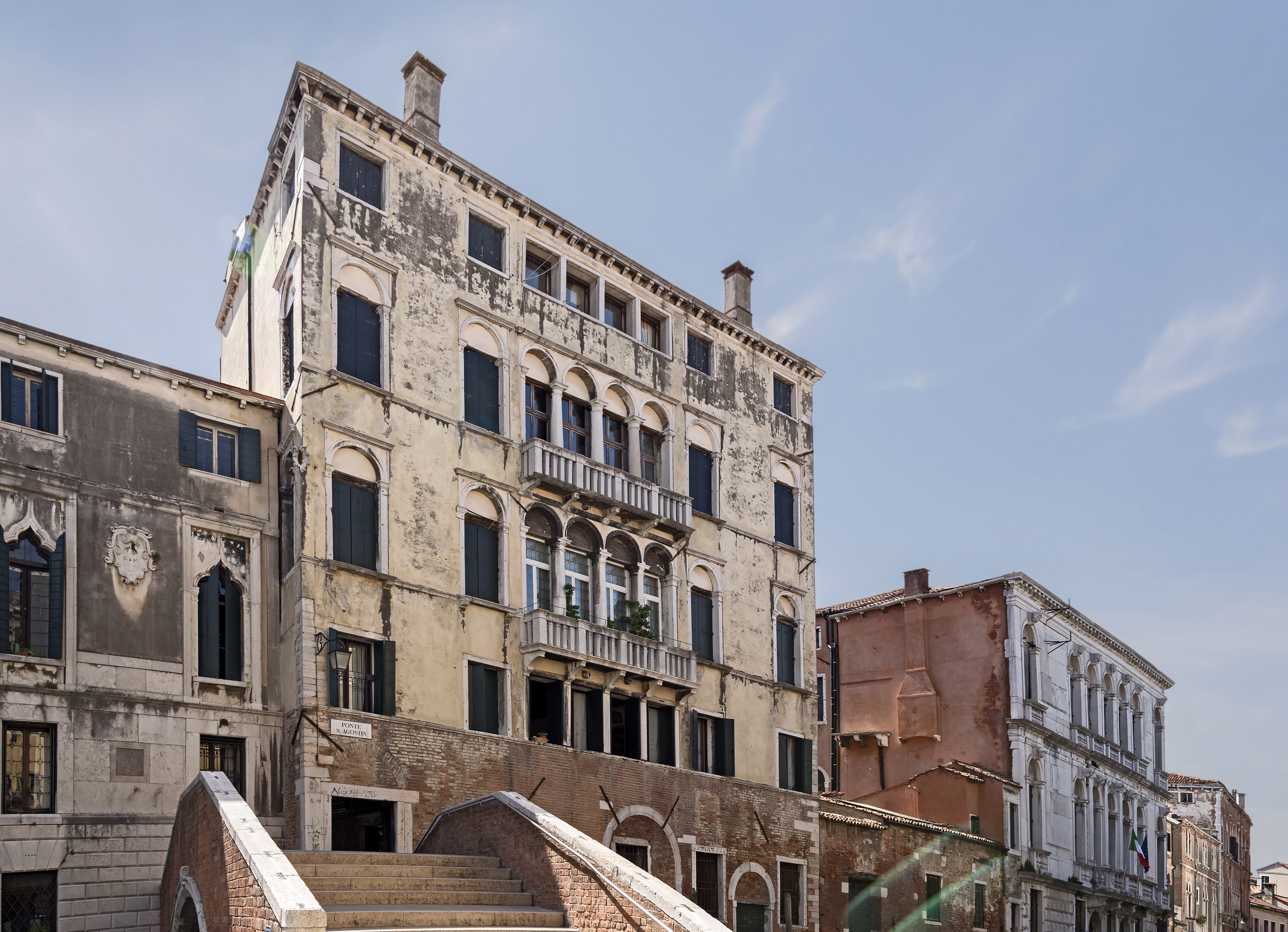
Palais Giustinian Loredan
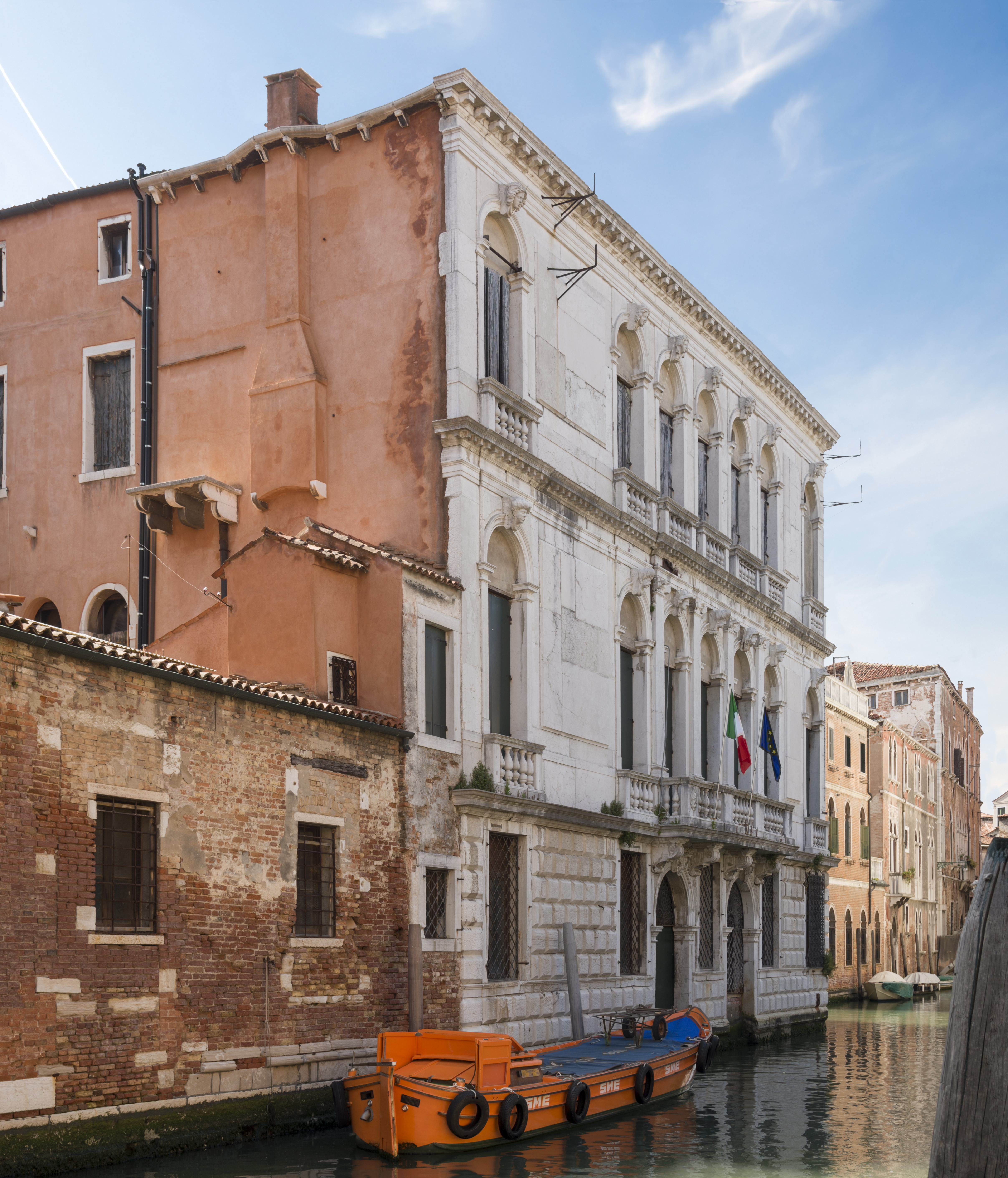
Palais Zane Collalto
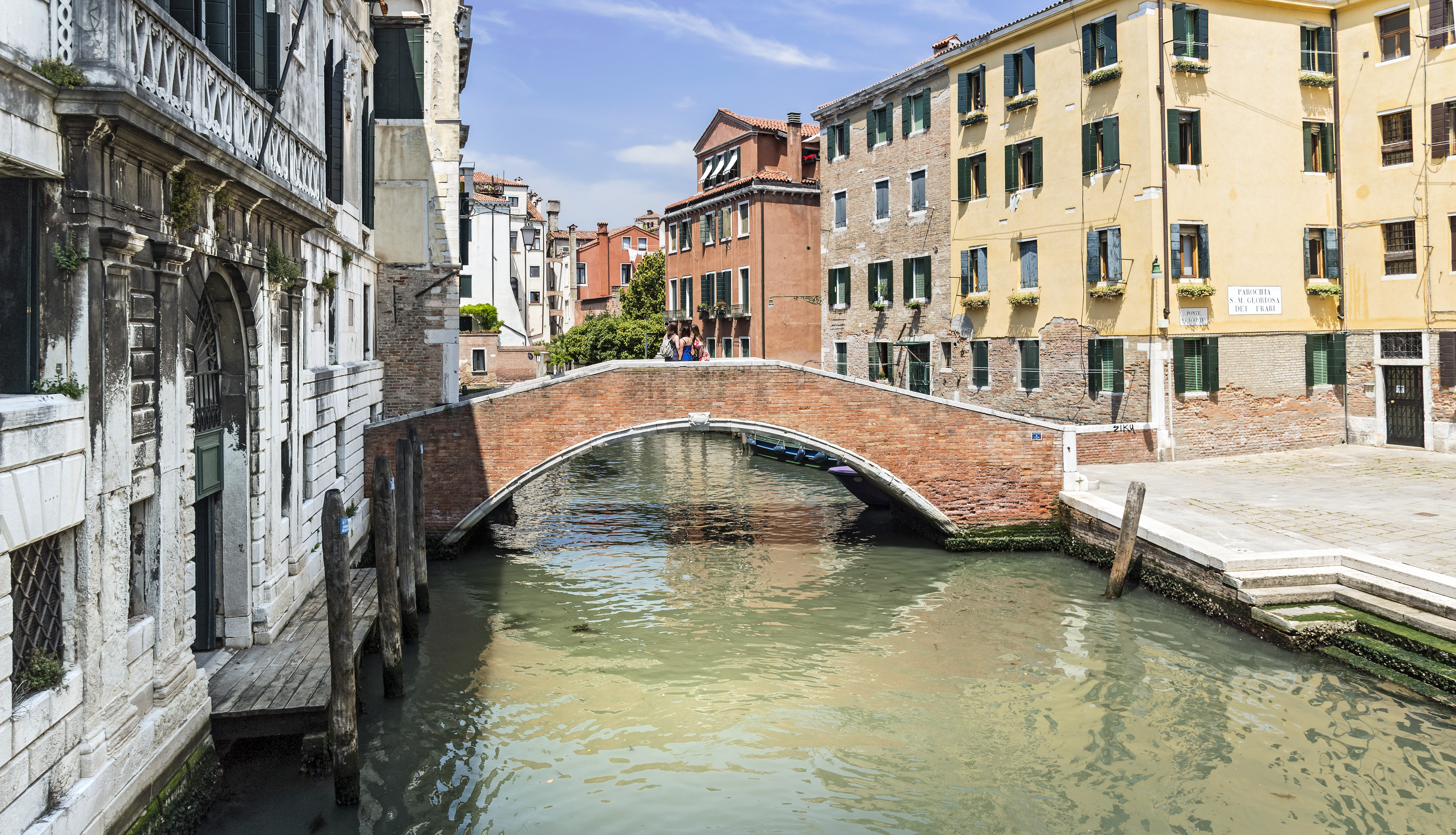
Ponte Sant'Agostin reliant la Calle de la Vida et le Campo S. Agostin
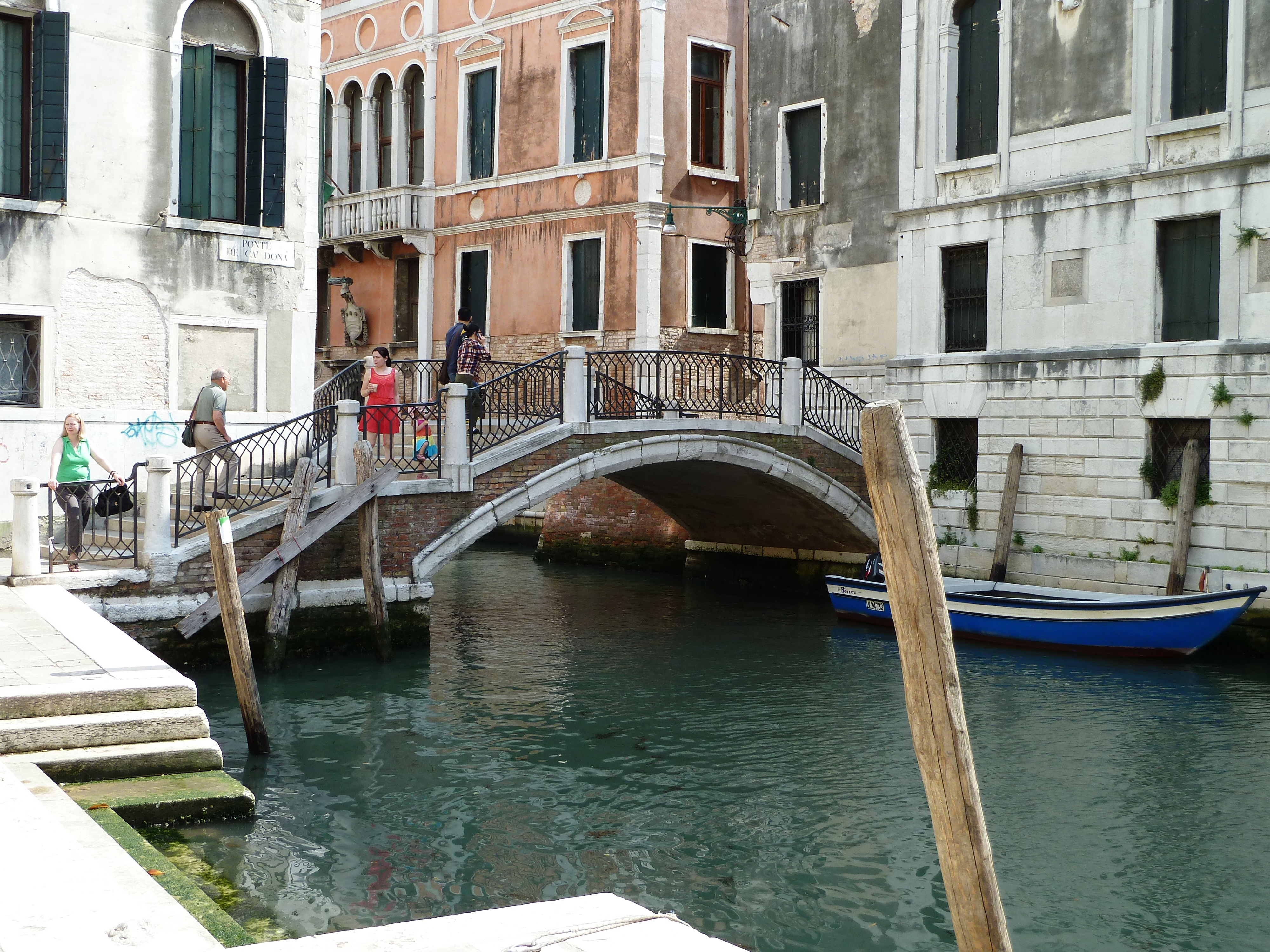
Ponte de Ca' Donà reliant la Calle Ca' Donà  et le Campo Sant'Agostin